# Coupe du monde de cyclisme sur route 2001
Navigation
Édition précédente Édition suivante
La Coupe du monde de cyclisme 2001 fut la 13e édition de la Coupe du monde de cyclisme sur route.

## Épreuves
| Date       | Course                       | Pays      | Vainqueur          | Équipe               |
| ---------- | ---------------------------- | --------- | ------------------ | -------------------- |
| 24 mars    | Milan-San Remo               | Italie    | Erik Zabel         | Team Deutsch Telekom |
| 8 avril    | Tour des Flandres            | Belgique  | Gianluca Bortolami | Tacconi Sport        |
| 15 avril   | Paris-Roubaix                | France    | Servais Knaven     | Domo-Farm Frites     |
| 22 avril   | Liège-Bastogne-Liège         | Belgique  | Oscar Camenzind    | Lampre - Daikin      |
| 28 avril   | Amstel Gold Race             | Pays-Bas  | Erik Dekker        | Rabobank             |
| 11 août    | Classique de Saint-Sébastien | Espagne   | Laurent Jalabert   | CSC                  |
| 19 août    | HEW Cyclassics               | Allemagne | Erik Zabel         | Team Deutsch Telekom |
| 26 août    | Championnat de Zurich        | Suisse    | Paolo Bettini      | Mapei - Quick Step   |
| 7 octobre  | Paris-Tours                  | France    | Richard Virenque   | Domo-Farm Frites     |
| 20 octobre | Tour de Lombardie            | Italie    | Danilo Di Luca     | Acqua & Sapone       |

## Classements finals

### Individuel
| Position | Coureur              | Équipe               | Points |
| -------- | -------------------- | -------------------- | ------ |
| 1        | Erik Dekker          | Rabobank             | 331    |
| 2        | Erik Zabel           | Team Deutsch Telekom | 250    |
| 3        | Romāns Vainšteins    | Domo-Farm Frites     | 229    |
| 4        | Paolo Bettini        | Mapei - Quick Step   | 201    |
| 5        | Davide Rebellin      | Liquigas - Pata      | 170    |
| 6        | Francesco Casagrande | Fassa Bortolo        | 156    |
| 7        | Richard Virenque     | Domo-Farm Frites     | 150    |
| 8        | Oscar Camenzind      | Lampre - Daikin      | 141    |
| 9        | Gianluca Bortolami   | Tacconi Sport        | 130    |
| 10       | Johan Museeuw        | Domo-Farm Frites     | 116    |

### Par équipes
| Position | Équipe           | Points |
| -------- | ---------------- | ------ |
| 1        | Rabobank         | 73     |
| 2        | Domo-Farm Frites | 64     |
| 3        | Mapei-Quick Step | 55     |
| 4        | Fassa Bortolo    | 54     |
| 5        | Lampre-Daikin    | 41     |